# IFC Center
L'IFC Center est une salle de cinéma d'art et d'essai située à Greenwich Village, Manhattan, New York, ouvert en juin 2005. Situé au 323 Sixième Avenue (Avenue of the Americas) 3e Rue Ouest, il a porté le nom Waverly Theater.

## Histoire
Le bâtiment historique est à l'origine une église bâtie en 1831, dont le toit pointu garde le souvenir. En 1853, il appartient à l'Église réformée néerlandaise. En 1893, il est loué à une entreprise de vitraux, J&R Lamb Studios (en). Il ouvre comme cinéma en 1934, avec une unique salle de projection. L'architecte en était Harrison G. Wiseman, concepteur de 5 cinémas à New York. Une deuxième salle ouvre en 1981, le cinéma est alors connu comme Waverly 1 & 2 ou Waverly Twin et comprend 390 places. C'est alors un cinéma réputé à New York pour ses projections de films étrangers (italiens, français) et ses rétrospectives ; il ferme ses portes en 2001.
Il est ensuite converti en un complexe de trois, puis cinq salles et est équipé pour projeter des vidéos numériques 35 mm et haute définition. Le complexe comprenait à l'origine des salles de montage numérique, un espace de réunion et un restaurant appelé The Waverly, espaces transformés depuis (le restaurant Waverly a été fermé et remplacé par deux salles de projection supplémentaires, portant le nombre total d'écrans à cinq en 2009). En plus des films régulièrement programmés, le Centre accueille des projections spéciales telles que des premières, des programmes éducatifs et des festivals cinématographiques.
L'IFC Center appartient à AMC Networks (connu jusqu'au 1er juillet 2011 sous le nom de Rainbow Media), une entreprise de divertissement qui possède les chaînes câblées AMC, BBC America (participation de 49,99 % et coentreprise avec BBC Studios), IFC, WEtv et Sundance TV, et la société cinématographique dérivée IFC Films.
AMC Networks a positionné le cinéma comme une extension de sa chaîne câblée IFC (Independent Film Channel), IFC devant reprendre le bâtiment.

## Dans la culture
Le Waverly Theatre apparaît à plusieurs reprises dans la comédie musicale Hair de Broadway de 1968, notamment dans la chanson Frank Mills chantée par le personnage de Crissy à la fin du premier acte.
Le Waverly est le lieu d'origine des projections de minuit du film-culte The Rocky Horror Picture Show, qui s'y sont déroulées pendant de nombreuses années avec participation du public, donnant lieu à des projections similaires dans d'autres villes.